# Матиос, Анатолий Васильевич
Анатолий Васильевич Матио́с (укр. Анатолій Васильович Матіос, род. 13 февраля 1969, село Ростоки, Черновицкая область) — украинский государственный деятель, юрист. Главный военный прокурор Украины с 27 августа 2014 года по 2 сентября 2019 года, заместитель Генерального прокурора Украины с 27 июня 2014 года по 2 сентября 2019 года. Генерал-полковник юстиции, кандидат юридических наук.

## Биография
Анатолий Матиос родился 13 февраля 1969 года в селе Ростоки. Младший брат писательницы Марии Матио́с.
В 1984 году окончил Ростоковскую среднюю школу и поступил в Черновицкое музыкальное училище.
В 1988—1990 годах проходил военную службу в Вооруженных Силах СССР.
В 1997 году окончил юридический факультет Черновицкого государственного университета им. Юрия Федьковича и начал работу в органах прокуратуры помощником прокурора города Черновцы.
- 1998—1999 — старший следователь прокуратуры в городе Черновцы;
- 1999—2000 — старший следователь прокуратуры Черновицкой области;
- 2000—2001 — старший прокурор отдела надзора за соблюдением законов органами внутренних дел и налоговой милиции при осуществлении оперативно-розыскной деятельности, дознания и досудебного следствия управления надзора за законностью оперативно-розыскной деятельности, дознания и досудебного следствия прокуратуры Херсонской области;
- 2001 — старший прокурор отдела по работе с кадрами прокуратуры Херсонской области;
- 2001 — заместитель начальника отдела надзора за соблюдением законов специальными подразделениями по борьбе с организованной преступностью прокуратуры Херсонской области;
- 2001 — заместитель начальника отдела надзора за исполнением законов спецподразделениями и другими государственными органами, которые ведут борьбу с организованной преступностью и коррупцией управления надзора за законностью оперативно-розыскной деятельности, дознания и досудебного следствия прокуратуры Херсонской области;
- 2001 — прокурор Высокопольского района Херсонской области;
- 2001—2004 — начальник отдела надзора за исполнением законов спецподразделениями и другими государственными органами, которые ведут борьбу с организованной преступностью и коррупцией управления надзора за законностью оперативно-розыскной деятельности, дознания и досудебного следствия прокуратуры Херсонской области;
- 2004 — начальник отдела надзора за соблюдением законов спецподразделениями и другими учреждениями, ведущими борьбу с организованной преступностью управления надзора за соблюдением законов органами, которые проводят оперативно-розыскную деятельность, дознание и досудебное следствие прокуратуры Херсонской области;
- 2004 — заместитель начальника отдела надзора за соблюдением законов органами внутренних дел при осуществлении оперативно-розыскной деятельности, дознания и досудебного следствия управления надзора за соблюдением законов органами, которые проводят оперативно-розыскную деятельность, дознание и досудебное следствие прокуратуры города Киева;
- 2005—2008 — начальник отдела надзора за соблюдением законов органами СБУ, государственной таможенной службы и Государственной пограничной охраны при осуществлении оперативно-розыскной деятельности, дознания и досудебного следствия прокуратуры города Киева[3][4];
- 2008 — начальник УСБУ во Львовской области[5];
- 2008—2009 — начальник УСБУ в Одесской области[6];
- 26 декабря 2008 — присвоено воинское звание генерал-майора СБУ[7];
- 2009—2010 — первый заместитель начальника ГУ «К» СБУ (Главное управление по борьбе с коррупцией и организованной преступностью Службы безопасности Украины);
- 2010—2011 — командирован из органов СБУ на должность советника председателя Высшего административного суда Украины;
- 2011—2014 — командирован из органов СБУ на должность заместителя руководителя Главного контрольного управления Администрации Президента Украины.

В 2014 году Матиос находился в распоряжении Председателя СБУ.
26 июня 2014 года был назначен заместителем Генерального прокурора Украины — начальником Главного управления процессуального руководства в уголовных производствах следователей центрального аппарата и надзора за соблюдением законов в военной сфере и утвержден членом коллегии Генеральной прокуратуры Украины, а
27 августа 2014 года — Главным военным прокурором Украины;
31 декабря 2015 Анатолию Матиосу было присвоено воинское звание генерал-лейтенант юстиции.
6 августа 2016 года заявил, что после 1 сентября 2016 года уйдёт в отставку, но остался на своём посту.
1 декабря 2017 ему было присвоено воинское звание генерал-полковник юстиции.
1 ноября 2018 года против 322 граждан Украины, включая Анатолия Матиоса, были введены российские санкции.

## Доходы
В электронной декларации за 2015 год Матиос указал, что арендует жилой дом в Козине (Киевская область) и земельный участок площадью 3100 м². Также Матиос указал дачный дом в Киеве площадью 182 кв м, земельный участок площадью 606 м² в Киеве и участок площадью 965 м² в селе Низшая Дубечня. Супруге Ирине Барах принадлежит квартира площадью 131 м² в Киеве, дом (514 м²) и участок (3100 м²) в Козине. Анатолию Матиосу принадлежат три автомобиля: ЗИЛ ММ34502, Chevrolet Lacetti, Nissan X-Trail. Годовая зарплата прокурора составила 410 тыс. гривен.

## Награды, почётные звания
2005 — награждён нагрудным знаком «Благодарность за добросовестную службу в органах прокуратуры» III степени.
2007 — присвоено почётное звание «Заслуженный юрист Украины».

## Труды
- Матиос А. В. Административная ответственность должностных лиц. — К. : Знание, 2007. — 223 c. — Библиогр.: 198 назв. (укр.) ISBN 966-346-264-7
- Матиос А. В. Административная ответственность должностных лиц в сфере государственного управления: Диссертация кандидата юридических наук: 12.00.07 / Институт законодательства Верховной Рады Украины. — К., 2006[16]
- Матиос А. В. Генезис административно-правового статуса должностного лица. Право Украины. — 2006. — № 1. — С. 33-37. — Библиогр.: 29 назв.[17]
- Матиос А. В. Содержание и сущность административной ответственности. Право Украины. — 2006. — № 2. — С. 9-12. — Библиогр.: 20 назв. (укр.)
- Матиос А. В. Предупреждение правонарушений в сфере государственного управления // Юридическая Украина. — 2006. — № 2. — с.34-38 (укр.)
- Матиос А. В. Государственное управление в условиях административно-правовой реформы // Юридическая Украина. — 2005. — № 4 — с.30-33 (укр.)
- Матиос А. В. Система правонарушений, посягающих на государственное управление (В сб.: «Современное законотворчество: теория и практика». Материалы Международной научно-практической конференции. Изд-во МГУ,-2006.- с. 178—180.).